# Euxesta bicolor
Euxesta bicolor är en tvåvingeart som först beskrevs av Cresson 1906.  Euxesta bicolor ingår i släktet Euxesta och familjen fläckflugor.
Artens utbredningsområde är Texas. Inga underarter finns listade i Catalogue of Life.